# Есперанто-Ліга Боснії і Герцеговини
Ліга есперанто Боснії і Герцеговини (есп. Esperanto-Ligo de Bosnio kaj Herzegovino, босн. Savez za Esperanto Bosne i Hercegovine) — організація боснійських есперантистів, секція Всесвітньої Есперанто-Асоціації.

## Історія
У Боснії і Герцеговині першим відомим есперантистом був Драгош Славич. У 1908 році він опублікував перші правила есперанто в «Торгово-ремісничому календарі». У 1910 році в Сараєво було засновано Товариство есперанто «La Stelo Bosnia» («Боснійська зірка») і було видано перший путівник по есперанто. Рух есперанто активізувався між двома світовими війнами, коли в колишній Югославії уже було близько 10 000 есперантистів. За часів найбільшої кризи Руху, під час Другої світової війни, у 1943 році, у Ливно відбулася єдина зустріч есперантистів в окупованій Європі, серед яких найвідомішим був Іво Лола Рибар.
В 1949 році було утворено Спілку есперантистів Боснії і Герцеговини. Інтерес до руху знову зростає, у 1955 році в Сараєво проходить Конгрес есперантистів Югославії, а в 1973 році — Конгрес Всесвітнього молодіжного альянсу есперанто. У 1974 році Спілка есперантистів була перейменована на Лігу есперанто; формувалася Молодіжна спілка есперанто. Це був період найбільшого поширення руху. Щороку організовувалися Першотравневі зустрічі, на яких навчалися до 800 учасників; організовуються фестивалі та змагання. У цей період есперанто-організації діяли в 40 містах по всій республіці.
У 1980-х роках було проведено два наукові симпозіуми: «Мова та расизм» і «Мова та міжнародне спілкування». У 1990 році в Сараєво відбувся Конгрес сліпих есперантистів.
Після здобуття незалежності та громадянської війни настала велика криза в русі есперанто. В 1992 році Ліга есперанто Боснії та Герцеговини стала незалежною і була прийнята до складу Світової організації есперанто. Під час війни велика кількість членів виїхала з країни або загинула, а зв'язки між організаціями в різних містах розірвалися. Проте щотижня на радіо Боснії та Герцеговини транслювались радіопередачі на есперанто, спрямовані на поширення правди про події в країні. Тексти радіопромов були опубліковані в окремій книзі.
Ліга есперанто залишилася без своїх приміщень та частини архіву.
Після закінчення війни діяльність Ліги була спрямована у напрямку проведення курсів, активізації видавничо-гуманітарної діяльності та міжнародного співробітництва.
На запрошення Каталонської асоціації есперанто в 1996 році група з 15 дітей 20 днів гостювала в Іспанії. Діти з Каталонії побували в Сараєво у 1998 році.
Група есперантистів з міста Сен-Назер (Франція) у 1996 році протягом 10 днів приймала 15 дітей з Боснії та Герцеговини.
Франція також приймала в 1998 році молодих людей із громади Нові-Град, які проживали в містах, де мешкали есперантисти — ініціатори запрошення.
У 1997 році почав виходити журнал «Bosnia Lilio» («Боснійська лілія»), того ж року було створено гуманітарну організацію «Espero» («Надія»), а в 2000 році було відновлено Спілку молодих есперантистів Боснії і Герцеговини.
У 2001 році в Сараєво відбувся семінар з питань міжнародної солідарності.
З 21 по 28 березня 2004 року у Сараєво відбувся семінар Всесвітньої організації молодих есперантистів. У заході взяли участь 40 учасників із 17 країн (Боснія і Герцеговина, Чехія, Франція, Нідерланди, Хорватія, Італія, Македонія, Німеччина, Норвегія, Росія, США, Словаччина, Словенія, Сербія та Чорногорія, Швеція, Велика Британія, Венесуела).
За останні десять років члени Ліги есперанто Боснії і Герцеговини брали участь у молодіжних та універсальних конгресах, а також у численних семінарах та інших зустрічах.

## Діяльність
Основна мета Ліги есперанто Боснії та Герцеговини — поширення міжнародної мови есперанто серед молоді держави, розвиток Руху есперанто та організація членства для практичного використання есперанто у міжнародних відносинах з метою усунення мовних бар'єрів, зміцнення миру, захисту прав людини, зміцнення взаємоповаги та дружби, обмін духовними благами.
Програмними завданнями організації є:
- поширення та практичне застосування есперанто, зокрема шляхом організації курсів, семінарів та шкіл для вивчення мови, через залучення педагогічних кадрів та активістів; створення бібліотек, організація тематичних зустрічей, лекцій та громадських заходів, поширення літератури на есперанто та про есперанто;
- надання допомоги в об'єднанні есперантів у товариства або клуби;
- обмін досвідом та співпраця з аналогічними організаціями у світі;
- інформування міжнародної громадськості про розвиток та досягнення Боснії та Герцеговини;
- співпраця з організаціями та установами на території Боснії та Герцеговини.

Сферами діяльності асоціації є: організаційна робота, виховна робота, міжнародна співпраця, інформаційно-пропагандистська робота, видавнича діяльність.